# Маяк (газета)
«Маяк» — районна громадсько-політична газета.
Виходить 1 раз на тиждень у п'ятницю українською мовою на території Бериславського району Херсонської області. Тираж у середньому 2500–3000 примірників. Друкується в ПАТ «Херсонська міська друкарня». Обсяг газети — переважно 8 сторінок, іноді 12. Засновник – трудовий колектив редакції.
Громадсько-політичне видання, змістом діяльності якого є повне і всебічне інформування читацького загалу з усіх напрямків економічного, суспільно-політичного, культурного і духовного життя району, області, країни, діяльності органів державної влади й органів місцевого самоврядування, установ, організацій, підприємств, об’єднань громадян. Пріоритетними напрямками газети є відродження національної самосвідомості, відстоювання державницької позиції розбудови України й соціальної захищеності населення; всебічне висвітлення ролі й місця Бериславської районної ради, Бериславської районної державної адміністрації, органів місцевого самоврядування району в здійсненні державної та соціально-економічної політики району.

## Історія
16 січня 1932 року вийшов у друк перший номер видання. Він був підписаний Семеном Федоровичем Баруліним, але не як редактором, а як відповідальним за випуск.  
Історія назв видання: 
- 1932 –1961 рр.–  «Соціалістична перемога»;
- З 1 січня 1962 р. – «Маяк комунізму»;
- З 1 червня 1962 р. – «Придніпровська зірка»;
- З 16 березня 1963 р. – «Маяк».

За роки існування газета вийшла у світ вже понад 10000 разів. Тираж коливався від 2 до 10 тисяч екземплярів. Обсяг становив від 0,5 до 10 друкованих аркушів. Видавалася кілька разів на тиждень, а в радянські часи на жнива – щоденно. 
Історія не зберегла імена перших районних газетярів. Першим післявоєнним редактором «Соціалістичної перемоги» була Меланія Іванівна Сафонова. На редакторському посту її змінив Володимир Якович Волошин.
На початку 60-х років «Маяк» був органом партійного комітету Бериславського виробничого радгоспно-колгоспного управління та районної ради депутатів трудящих Херсонської області, а з 14 січня 1965 року органом Бериславського райкому КП України та районної ради депутатів трудящих Херсонської області. Популярними рубриками в той час були: «На радісній хвилі», «Телеграф повідомляє», «Маяку» відповідає», «Районні новини», «За рубежем», «З нашої пошти», «У світі цікавого», «По рідній країні», «Дякують від усього серця».
З кінця 50-х до середини 60-х редактором був Юрій Костянтинович Голобородько, журналістами Микола Братан, Віталій Зленко, Петро і Таїсія Волинці, Володя Бобрулько, Іван Шинкаренко.
Редактор  Іван Іович Шинкаренко пропрацював в газеті 18 років. Додав  рубрики «Фотохроніка», «Тваринництво – ударний фронт» та «Бериславці сміються».
За радянських часів «Маяк» друкувався в Бериславській районній друкарні. Колективи друкарні й редакції були об’єднані однією партійною і профспілковою організаціями. Друкарню очолював М.Сєчний. Його наступником став О.Петренко, який пропрацював до 2019 року.
У газеті «Маяк» друкувалися такі майбутні письменники: М.Братан, Ю.Голобородько, В.Зленко, В.Мелещенко, А.Анастасьєв, М.Маціпура, А.Кичинський, О.Яковлєв, В.Метляєв –  які  були членами літературно-мистецької студії «Заспів» при редакції газети. Редакторами інших газет серед «маячан» стали: Ю.Голобородько – «Ленінський прапор»; В.Зленко – «Нова Каховка»; А.Степанько «Каховська зоря»; А.Анастасьєв – «Будівник комунізму» (В.Олександрівка).
Валерій Володимирович Гришенко очолив «Маяк» у вересні 1984 року. Працював у газеті 40 років,   а 24 з них був редактором. За роки його управлінської діяльності газета була нагороджена  почесними грамотами, як загальнодержавними, так і обласними, газета отримала Диплом Міжнародної виставки «Інтерпреса-2004».
У липні 1992 року співзасновниками газети стали районна рада та районна державна адміністрація, а через 2 роки єдиним засновником затвердили Бериславську районну раду.
З липня 2007 року наступним редактором став кореспондент Микола Іванович Ломакін,  автор численних гумористичних матеріалів на гострі соціальні теми. 
У грудні 2011 року редактором став Дмитро Дмитрович Тертичний, який і сьогодні очолює газету. На сторінках районки зазвичай відомий своєю рубрикою «Стадіон «Маяка». За його керівництва постійними рубриками стали: «Люди нашого краю», «Кращі серед нас», «Духовна скарбничка», «На хвилях творчості», «Здобутки громади», «На полях Бериславщини», «Вісті з сільських рад», «Кадри на місцях», «На варті здоров’я», «Сторінками історії», «З трибуни сесії – на трибуну «Маяка»  та багато інших.

## Сучасність
Наприкінці 2010-х - на початку 2020-х газета нагороджена різними нагородами. Читацький загал «Маяка» нараховує понад 3000 передплатників. 
У 2019 році «Маяк» через роздержавлення  офіційно перестає бути залежним від районної влади. 
Колектив редакції складається з 5 штатних працівників та дописувачів із усіх кутів Бериславського району та за його межами.